# بوصير دائري الأوراق
البوصير دائري الأوراق (باللاتينية: Verbascum rotundifolium) نوع نباتي يتبع جنس البوصير من الفصيلة الغدبية.

## الموئل والانتشار
موطنه بلاد الشام وسيناء والمغرب العربي وإيطاليا وفرنسا وإسبانيا.